# 릭 리멘더
릭 리멘더(영어: Rick Remender, 1973년 2월 6일 ~ )는 《언캐니 어벤저스》, 《언캐니 엑스포스》 등의 작품으로 알려진 미국의 만화가이다.
본래는 애니메이터였다가 만화 업계에 뛰어들었으며, 2004년부터 인디 출판사에서 《피어 에이전트》, 《블랙 사이언스》 같은 작품을 썼다. 2008년 맷 프랙션과 함께 《퍼니셔: 워 저널》의 공동 저자로서 마블 코믹스에서 일을 시작하였다. 게임 데드 스페이스 시리즈의 스토리 작가로 참여하기도 했다.

## 저작

### 마블 코믹스
| 제목                                                     | 이슈번호            | 연도    |
| -------------------------------------------------------- | ------------------- | ------- |
| 《시크릿 어벤저스》Secret Avengers Vol.1                 | #21.1-37            | 2012-13 |
| 《언캐니 어벤저스》Uncanny Avengers Vol.1                | #1-25 (전편 담당)   | 2012-14 |
| 《캡틴 아메리카》Captain America Vol.7                   | #1-25 (전편 담당)   | 2012-14 |
| 《어벤저스 & 엑스맨: AXIS》Avengers & X-Men: AXIS        | #1-9 (전편 담당)    | 2014    |
| 《어벤저스: 레이지 오브 울트론》Avengers: Rage of Ultron | 오리지널 그래픽노블 | 2015    |